# Neuillac
Neuillac – miejscowość i gmina we Francji, w regionie Nowa Akwitania, w departamencie Charente-Maritime.
Według danych na rok 1990 gminę zamieszkiwały 214 osoby, a gęstość zaludnienia wynosiła 20 osób/km² (wśród 1467 gmin regionu Poitou-Charentes Neuillac plasuje się na 784 miejscu pod względem liczby ludności, natomiast pod względem powierzchni na miejscu 798).